# 小倉昌男
小倉 昌男（おぐら まさお、1924年12月13日 - 2005年6月30日）は、日本の実業家、ヤマト福祉財団元理事長。ヤマト運輸の『クロネコヤマトの宅急便』の生みの親である。東京都出身。

## 来歴・人物
小倉康臣の次男として代々木に生まれた（長男は早世）。1937年幡代小学校卒業。同年、当時府立一中を上回る最難関の官立東京高等学校尋常科（現・東京大学教育学部附属中等教育学校）に入学。1942年秋、東京高等学校高等科卒業。1943年秋、東京帝国大学経済学部入学。1947年、東京大学経済学部（旧制）卒業。1948年9月1日、父・小倉康臣が経営する大和運輸（現・ヤマトホールディングス）に入社。
入社から半年後の1949年2月2日に肺結核を患い4年間の入院生活を送るが、大和運輸がGHQ関連の輸送業務を担当していた為、日本国内ではほとんど入手困難だったストレプトマイシンを米軍ルートで入手できた事もあり、当時としては奇跡的に回復し、1953年7月9日に退院し復職した。その後、1954年7月1日に静岡県の子会社『静岡運輸』に総務部長として出向し、同社の再建を手がけたのち本社に復帰し、1961年3月に取締役となり、1965年3月には専務取締役となる。
1971年3月30日、康臣の後を継いで代表取締役社長に就任した。同年7月22日にアメリカ合衆国を訪れ、同国のトラック会社PIE社と業務提携を結び本格的なアメリカとの国際一貫輸送を開始した。1976年、オイルショック後に低迷していた大和運輸の業績回復のため、『宅急便』の名称で民間初の個人向け小口貨物配送サービスを始めた。サービス開始当時は関東地方のみだったが、その後、配送網を全国に拡大し、ヤマト運輸（1982年に商号変更）が中小の会社から売上高一兆円の大手運輸会社に発展する基礎を築く。1987年、代表取締役会長に就任。
宅配便の規制緩和を巡り、ヤマト運輸が旧運輸省（現・国土交通省）、旧郵政省（現・日本郵政グループ）と対立した際、企業のトップとして先頭に立ち、官僚を相手に時には過激なまでの意見交換をした。理不尽な要求に毅然として立ち向かう様子は一貫しており、1979年には創業以来の取引先である三越が、岡田茂社長の就任以後運送費の大幅引き下げ・映画チケットの大量購入など理不尽な要求を繰り返す様子に耐えかね、同社に対し取引停止を通告した事もある（詳しくは三越事件を参照）。この様子は両社のシンボルマークに引っ掛けて「ネコがライオンにかみついた」として話題となった。
一方、1974年から1984年まで旧建設省（現・国土交通省）の道路審議会の委員、1985年から1996年まで道路審議会基本政策専門委員を務めた。陸運業である事から、採算性が疑われる高速道路の建設を推進したが、後に日経ビジネス誌にて自らを「国賊」と反省の弁を述べている。
1991年6月27日に代表取締役相談役。1993年6月29日に名誉会長を経て、1995年6月29日に退任した後は、自ら私財を投じて1993年9月10日に設立されたヤマト福祉財団理事長として障害者が自立して働く場所作りに取り組んでいた。また、「郵政民営化」を唱えた小泉純一郎首相との親交でも知られていた。
老年になってから足が弱り、杖を使用して歩行をしていた。股関節骨折を発症し金属製のボルトを挿入して大腿骨頭を固定する外科手術を受けている。飛行機などに搭乗する際に金属探知機に毎回反応するため、その度に説明をすることが億劫になり、金属で補強された部位のレントゲン写真と同じ画像をテレホンカードに加工してもらい常に携帯。分かりやすい写真を提示して最小限の言葉を添えれば十分説得力があるから、と語っていた。
2005年6月30日、アメリカ・腎不全によりロサンゼルスの長女宅で死去。享年80。同年7月19日にフランシスカン・チャペルセンターにて密葬として追悼ミサが行われ、同年8月8日には帝国ホテルでお別れの会が開催された。
個人の信仰としては、救世軍の信徒であり、妻はカトリック教徒であった。晩年は妻に合わせてカトリックに帰正した。
長男は、ヤマト運輸の現法人（旧法人は、現在のヤマトホールディングス）初代社長の小倉康嗣であるが、康嗣が退任後は小倉家とヤマト運輸は無関係となっている。長女の真理・ダウニィは雙葉高校、宝塚音楽学校を経て雪組で活動した経験を持ち、再婚した元米国海兵隊員とロサンゼルスで暮らす。

## テレビ番組
- 日経スペシャル ガイアの夜明け 金儲けで福祉を変えろ！（2004年8月24日、テレビ東京）[15]。

## 書籍

### 著書
- 『小倉昌男 経営学』（1999年10月4日、日経BP社）ISBN 9784822241568
- 『経営はロマンだ！ 私の履歴書』（2003年1月8日、日本経済新聞社 日経ビジネス人文庫）ISBN 9784532191627
- 『やればわかるやればできる クロネコ宅急便が成功したわけ』（2003年5月30日、講談社）ISBN 9784062118705
- 『福祉を変える経営 障害者の月給一万円からの脱出』（2003年10月14日、日経BP社）ISBN 9784822243647
- 『「なんでだろう」から仕事は始まる！』（2004年5月26日、講談社）ISBN 9784062124102
  - 『「なんでだろう」から仕事は始まる！ 新装版』（2012年4月28日、PHP研究所）ISBN 9784569804538
- 『やればわかる やればできる 小倉昌男の経営と仕事についての120項』（2005年11月20日、講談社）ISBN 9784062569736
- 『小倉昌男の人生と経営』（2012年9月10日、PHP研究所）ISBN 9784569806914

### 関連書籍
- 『宅急便・小倉昌男の需要創造の経営』（著者:久留一郎）（1997年12月18日、同友館）ISBN 9784496026201
- 『小倉昌男の福祉革命 障害者「月給1万円」からの脱出』（著者:建野友保）（2001年1月1日、小学館）ISBN 9784094051018
- 『自ら語る小倉昌男の経営哲学』（編者:日経ベンチャー）（2005年8月1日、日経BP社）ISBN 9784822210281
- 『宅急便を創った男 小倉昌男さんのマーケティング力』（著者:中田信哉）（2013年6月1日、白桃書房）ISBN 9784561612056
- 『クロネコ遺伝子 生き続ける「小倉昌男」イズム』（著者:岡田知也）（2014年11月11日、日本経済新聞出版社）ISBN 9784532319694
- 『逆境を越えて 宅急便の父小倉昌男伝』（著者:山岡淳一郎）（2015年5月1日、KADOKAWA）ISBN 9784046005762
- 『小倉昌男 祈りと経営 ヤマト「宅急便の父」が闘っていたもの』（著者:森健）（2016年1月25日、小学館）ISBN 9784093798792 - 第22回小学館ノンフィクション大賞受賞
  - 『小倉昌男 祈りと経営 ヤマト「宅急便の父」が闘っていたもの』（著者:森健）（2019年11月6日、小学館 小学館文庫）ISBN 9784094067163
- 『ヤマト正伝 小倉昌男が遺したもの』（編者:日経ビジネス）（2017年7月21日、日経BP社）ISBN 9784822236878
- 『小倉昌男 成長と進化を続けた論理的ストラテジスト』（著者:沼上幹）（2018年2月22日、PHP研究所）ISBN 9784569834337

## 関連資料

### DVD
- 『ザ・メッセージⅡ ニッポンを変えた経営者たち 小倉昌男 ヤマト運輸』（2011年3月31日、NHKエンタープライズ）JAN 4988066176265

## 受賞歴
- 第9回企業広報賞（経済広報センター）・個人の特別賞（1993年7月20日）[16]